# Jörg von Halspach
Jörg von Halspach (* vor 1441 vermutl. in Halsbach bei Altötting; † 6. Oktober 1488 in München), auch Halsbach, Ganghofer oder ‚Jörg von Polling‘ genannt, war ein Münchner Baumeister und Architekt der Spätgotik.

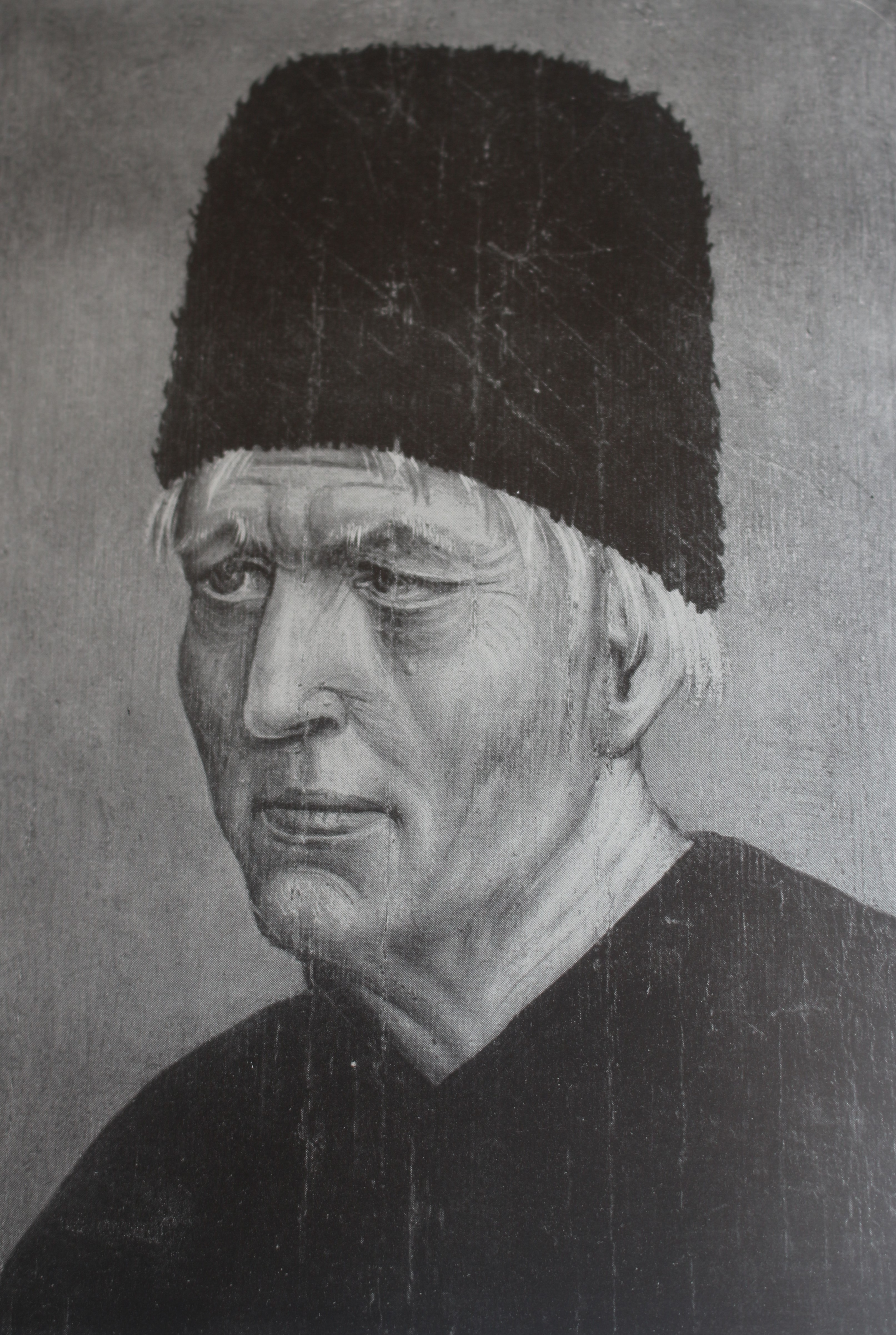
Porträt des Jörg Ganghofer oder Jörg von Halsbach († 1488), Baumeister der Münchner Frauenkirche. Tafelbild von Jan Polack.

Jörg von Halsbach erhielt seine Ausbildung vermutlich in Braunau oder Wasserburg am Inn, wo eine gute Tradition spätgotischer Baukunst vorherrschte. 1441 ist er zum ersten Mal bei Umbauarbeiten am Chor der Klosterkirche in Ettal nachgewiesen. Er war außerdem an der 1450 vollendeten Pfarrkirche in Polling beteiligt.
Sein Hauptwerk ist die Frauenkirche in München, die von 1468 bis 1494 entstand. Für ihre Einwölbung hatte er Reisen nach Ulm und Augsburg unternommen, wo er die Ulrichskirche und den Dom studierte. 1470 begann er in München mit Umbauarbeiten am Alten Rathaus im spätgotischen Stil, 1478 mit der Allerheiligenkirche am Kreuz (Kreuzkirche). Zwischen 1479 und 1484 wurde er zum Bau des Turmes der Kirche in Hall in Tirol herangezogen. Daneben war er u. a. für die Freisinger Fürstbischöfe tätig. Bei seinem Tod 1488 war die Frauenkirche im Wesentlichen vollendet, die beiden „welschen“ Hauben – italienischen Renaissancekuppeln nachempfunden – wurden allerdings erst fast vier Jahrzehnte später hinzugefügt. In einer Stadtansicht von 1524 wurden sie erstmals abgebildet. Meister Jörg liegt unter dem nördlichen Turm begraben.